# Jörgen Lindström (barnskådespelare)

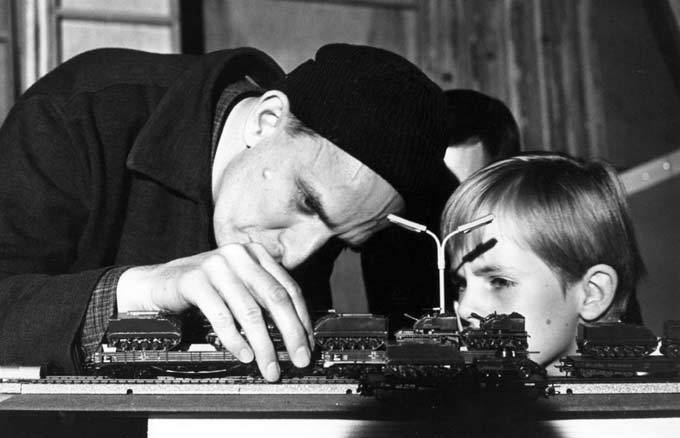
Med Ingmar Bergman i Tystnaden, 1963.

Carl Jörgen Lindström, född 19 maj 1951 i Nacka, är en svensk tidigare barnskådespelare.

## Filmografi
- 1959 - Åke och hans värld (TV-teater)
- 1960 – 16 år (TV-serie)
- 1963 – Ett drömspel
- 1963 – Tystnaden
- 1966 – Nattlek
- 1966 – Persona

## Radioteater

### Roller
| År   | Roll  | Produktion                 | Regi             |
| ---- | ----- | -------------------------- | ---------------- |
| 1961 | Vicke | Önskeskogen Astrid Ribrant | Manne Grünberger |